# Карпов (телесериал)
«Ка́рпов» — российский многосерийный криминальный детектив компании Dixi Media, спин-офф телесериала «Глухарь». Частично основан на реальных событиях. Сюжет повествует о дальнейшей судьбе бывшего подполковника милиции, Станислава Карпова. Транслировался на НТВ с 24 сентября 2012 по 30 октября 2014 года.

## Сюжет

### Карпов (2012 г.)
После принудительного лечения бывший подполковник милиции Станислав Карпов не имеет ни денег, ни положения, ни власти. Однако герой свободен и пытается вернуться к обычной жизни. С диагнозом служба в полиции заказана. Карпов устраивается охранником склада, где находит новых знакомых. Однажды он видит объявление о розыске знакомого по старым делам преступника. Бывший полицейский с новыми друзьями начинают работать как охотники за головами. Со временем эта деятельность приносит ему и команде нежелательную славу «народного мстителя», вызывая интерес полиции.

### Карпов. Сезон второй (2013 г.)
В первой части сериала Карпову предстоит пережить тяжёлую потерю. На фоне этого Станислав Карпов окунётся в круговорот интриг предвыборной гонки. Кажется, чем больше тайн узнаёт Стас, тем дальше он от истины. Этот сезон также наполнен неожиданными изменениями в характерах персонажей фильма. Робкая художница Света станет жёсткой бизнес-леди. Борис Иващук опустится на самое дно. В неожиданном амплуа выступит Михаил Зотов. Также появятся и старые знакомые — это капитан ГИБДД Денис Антошин и следователь ГСУ ГУ МВД Николай Тарасов.

### Карпов. Сезон третий (2014 г.)
В третьей части сериала герои объявляют войну банде торговцев детьми и их клиентам — педофилам. Каждый раз, ликвидируя преступников, бывшие полицейские маскируют их гибели под несчастный случай. Однако, герои понимают, что окончательно истребить преступников невозможно, на их место будут непременно приходить другие.

## В ролях
- Владислав Котлярский —  Станислав Михайлович Карпов; «охотник за головами»; бывший подполковник милиции, бывший начальник СКМ ОВД «Пятницкий», охранник/бывший охранник склада, помощник/бывший помощник Григория Петрова, совладелец/бывший совладелец шиномонтажа (погиб от многочисленных ранений, спасая девушку от преступников, в 32-й серии 3 сезона) (1—3 сезоны)
- Максим Щёголев —  Вадим Олегович Мельников, лучший друг Станислава Карпова, контролирует автоугонный бизнес, вор в законе по кличке «Мирный» (убит Карповым в 30-й серии 2 сезона) (1—2 сезоны)
- Анна Михайловская —  Валерия Николаевна Вересова, журналистка, самозванная дочь Станислава Карпова, девушка/бывшая девушка Михаила Зотова (убита Мельниковым в 1-й серии 2 сезона) (1—2 сезоны)
- Дмитрий Блажко — Александр Павлович Степнов, лейтенант полиции/старший лейтенант полиции, оперуполномоченный уголовного розыска ОВД/ОМВД «Мневники»/бывший оперуполномоченный уголовного розыска ОМВД «Мневники», друг Карпова (арестован в 32-й серии 3 сезона) (1—3 сезоны)
- Степан Рожнов — Михаил Евгеньевич Зотов, старший оперуполномоченный окружного УВД/начальник службы криминальной полиции ОМВД «Пятницкий»/И.О. начальника ОМВД «Пятницкий», капитан полиции/майор полиции, враг/союзник/друг Карпова (1—3 сезоны)
- Юлия Майборода — Светлана Юрьевна Малышева, художница, одна из жертв Карпова, подруга/возлюбленная Карпова (1—3 сезоны)
- Николай Козак —  Борис Николаевич Иващук, бывший майор милиции, бывший оперативный дежурный ОВД «Мневники», охранник/бывший охранник склада, личный водитель/бывший личный водитель Григория Петрова, друг Карпова и Степнова (убит Степновым в 9-й серии 3 сезона) (1—3 сезоны)
- Денис Рожков — Денис Олегович Антошин, бывший оперуполномоченный уголовного розыска ОВД «Пятницкий», капитан полиции/бывший капитан полиции, инспектор/бывший инспектор МРЭО ГИБДД, (уволен из полиции за пьянство на рабочем месте в 26 серии 2 сезона) менеджер магазина электроники, помощник Григория Петрова, друг Карпова (2—3 сезоны)
- Владимир Фекленко — Николай Викторович Тарасов, бывший следователь ОВД «Пятницкий», следователь ГСУ ГУ МВД по городу Москве, капитан юстиции, друг Дениса Антошина (2 сезон)
- Мария Рассказова — Марина Викторовна Тарасова, жена Николая Тарасова (2 сезон)
- Анатолий Петров — Григорий Павлович Петров, бывший заместитель начальника ГУВД города Москвы, бывший генерал-майор полиции, кандидат в мэры/мэр/бывший мэр города Лесной (2—3 сезоны)
- Александр Журман — Евгений Петрович Грачёв, отец Зотова, начальник ГУ МВД по Москве, генерал-лейтенант полиции (3 сезон)
- Наталья Гудкова — Вера Сергеевна Петрова, жена Григория Петрова (2—3 сезоны)
- Мария Болтнева — Анастасия Владимировна Клименко, бывшая жена Антошина (2—3 сезоны)
- Виктория Тарасова  — Ирина Сергеевна Зимина, начальник ОВД/ОМВД «Пятницкий», полковник полиции, подруга Карпова (1—3 сезоны)

## Список эпизодов
| Сезон | Сезон | Серии | Премьерный показ              |
| ----- | ----- | ----- | ----------------------------- |
|       | 1     | 32    | 24 сентября — 12 октября 2012 |
|       | 2     | 30    | 7 — 31 октября 2013           |
|       | 3     | 32    | 6 — 30 октября 2014           |

### Сезон 1
| № серии | Название                   | Описание серии | Премьера         |
| ------- | -------------------------- | --- | ---------------- |
| 1       | Здесь темно и тихо         | После трёх лет, проведённых в психиатрической клинике, на свободу выходит бывший подполковник милиции Стас Карпов. Благодаря препаратам, которые ему кололи и продолжают колоть, его разум и воля угнетены, он не может адаптироваться к окружающему миру, ему снятся кошмары о его преступлении: расстреле 11-ти человек. На свободе он встречается со своим другом детства — криминальным авторитетом Вадимом. Благодаря своей бывшей начальнице Ирине Зиминой Карпову удаётся устроиться охранником на складе, где его напарником оказывается бывший майор полиции Иващук, который, узнав Карпова, чуть ли не плюёт ему в лицо. Ведь из-за Карпова в полиции началась чистка рядов, и Иващук был досрочно уволен. Внезапно Карпов видит репортаж по телевизору о том, что за крупную аферу с банковскими картами разыскивается его бывший осведомитель Одинцов, и понимает, что знает, где скрывается преступник...                                                                                     | 24 сентября 2012 |
| 2       | Свидетель                  | Карпов пытается начать нормальную жизнь, но это не получается: его преследуют журналисты, мечтающие взять интервью у вышедшего из психиатрической лечебницы экс-милиционера, и родственники его жертв, которые полны решимости отомстить Карпову за зло, которое он им причинил. Оперативник окружного УВД Зотов, оказывается, не так прост — на деле он является хозяином публичного дома, а погоны полицейского служат для борделя отличной «крышей». Карпов узнаёт, что медсестра, к которой он ходит делать уколы в рамках принудительного лечения, остро нуждается в деньгах, и предлагает ей сомнительную сделку... | 24 сентября 2012 |
| 3       | Со дна                     | Карпова навещает Лера, представившаяся его дочерью, о существовании которой он и не подозревал. Лера сообщает, что её мать умерла несколько лет назад, а перед смертью рассказала об отце. В поисках искупления Карпов «идет» по списку одиннадцати своих жертв. И первый в списке — инспектор ГИБДД, которому Карпов предлагает деньги, однако встреча их заканчивается полным отказом инспектора принять помощь. Второй номер в списке — Света Малышева — художница, получившая тяжелую физическую и психологическую травму. Она не узнаёт Карпова, чей выстрел разрушил её жизнь. Увидев, что стало с этой женщиной, Карпов принимает решение застрелиться. Он пытается достать оружие сначала через Зимину, а после её отказа — через знакомых бандитов. Но Зимина контролирует всё в своем районе, и Карпову продают заведомо вышедший из строя ствол. После неудачной попытки суицида он получает от Зиминой в подарок электрошокер для самообороны от своих новых врагов — родственников его жертв. | 25 сентября 2012 |
| 4       | Куш                        | В Москве происходит громкое преступление: вооружённый разбойник Могилин убивает инкассаторов и похищает целое состояние. На поиски злодея брошены все силы правопорядка и объявлено крупное вознаграждение. Карпов и Иващук решают попытать счастья и найти дерзкого преступника. С помощью Иващука Карпов знакомится с оперативником Сашей, у которого, как оказывается, давняя вражда с Иващуком. Карпов помогает семье когда-то убитой им девушки Кати Альтовой вопреки воле её отца. А также пытается сблизиться со Светой и, чтобы оправдать свою легенду, выдает себя за её соседа и снимает квартиру в её доме. Тем не менее, бдительный участковый Петренко продолжает следить за Карповым по приказу своего начальника Зотова, также одержимого получить вознаграждение за поимку Могилина... | 25 сентября 2012 |
| 5       | Проверка на прочность      | В городе появилась банда дерзких автоугонщиков, которые сулят большие проблемы Вадиму. По просьбе друга Карпов должен вычислить членов банды. Карпов рассчитывает, что угонщиков посадят, и не подозревает, что у Вадима на них свои планы. Зотов приударяет за Лерой, пытается её соблазнить. Однако девушка отказывает ему, так как у неё уже есть парень. Тогда Зотов ловко подставляет бойфренда, угрозами заставляя его отказаться от Леры. | 26 сентября 2012 |
| 6       | Огонь                      | Карпов становится героем скандальной статьи в жёлтой прессе, в которой его называют новоявленным охотником за головами, но эта слава ему совсем не нужна. Зотов производит ловкий захват крупного наркоторговца, но тот делает Зотову предложение, от которого полицейский не может отказаться. Теперь Ришат сдаёт Зотову всех своих конкурентов — мелких наркоторговцев и дилеров своего главного конкурента Сыча. Хозяин склада, где Карпов работает охранником, очень сильно сожалеет, что согласился взять на работу такого проблемного сотрудника, и готовится уволить Карпова. Тем временем на склад совершен дерзкий наезд рэкетиров, решивших обложить хозяина склада данью. Карпов проводит собственное расследование и с удивлением узнает, что бандиты оказываются совсем не теми, за кого себя выдают... | 26 сентября 2012 |
| 7       | Часть той силы             | В водосточном коллекторе найдены трупы двух маленьких девочек, изнасилованных педофилом. Карпов и его команда берутся за поиски педофила, чтобы получить вознаграждение. Карпову приходится столкнуться с Зотовым, который также занят поисками преступника. Карпов и Саша находят педофила первыми, но понимают, что его не удастся привлечь, так как больной на голову маньяк действовал исключительно осторожно и не оставил улик... | 27 сентября 2012 |
| 8       | Сети                       | Начальник склада, где Карпов работает охранником, просит Стаса помочь ему разобраться с подозрительным ухажёром его дочери Нади. Выполняя просьбу, Карпов узнаёт о таинственных смертях наркоторговцев в районе. Оказывается, что Надя со своим кавалером Славиком по заказу Ришата устраняли наркоторговцев, работавших на Сыча. Вскоре Карпов задерживает Славика с поличным. Саша выясняет, что Зотов работает на наркоторговца Ришата, сажая в тюрьму его конкурентов. Но Карпов уверен, что Ришат использует и более кровавые методы. Карьера Зотова благодаря его успешным задержаниям стремительно растет — ему обещают новые должности и перспективы. Но весь этот грандиозный успех может обернуться страшным провалом, когда Зотов с ужасом узнает, что Ришата могут арестовать... | 27 сентября 2012 |
| 9       | Хобот                      | Саша в случайном прохожем на улице узнает опасного преступника Хобота, который уже давно находится в федеральном розыске. Хобот обнаруживает слежку и нападает на Сашу. Однако перед этим Саша успевает сообщить обо всем Карпову. Пока врачи борются за жизнь молодого оперативника, Карпов полон решимости найти Хобота и отомстить за Сашу своими методами. Но, как оказалось, беглый и скрывающийся от правосудия Хобот вернулся в Москву не просто так. Хобот оказывается известным киллером, вернувшимся выполнить очередной заказ. Зотов узнает о том, что на обещанное ему в будущем место претендует ещё один полицейский — талантливый оперативник Раков. Зотов решает решить эту проблему с помощью управления собственной безопасности — и сдает УСБ своего подчинённого в обмен на лоббирование своей кандидатуры перед начальством... | 28 сентября 2012 |
| 10      | Крючок                     | В Москве происходит «похищение века»: два опасных преступника похищают Антона Хижняка, сына топ-менеджера крупной корпорации. Преступникам удаётся перехитрить всех — получить выкуп, не вернув мальчика. Карпов узнает наконец о причинах вражды между Сашей и Иващуком: Иващук винит Сашу в том, что его уволили из полиции, и он убежден, что Саша его подставил, похитив изъятое у преступников оружие из хранилища вещдоков. Карпова вызывают на допрос в ГУВД Москвы, где загадочный майор предлагает ему взаимовыгодное сотрудничество. Тем временем Света отмечает свой день рождения, присутствие на котором может закончиться для Карпова неприятностями. Опасаясь, что мама Светы и другие гости могут узнать его, Карпов под надуманным предлогом уезжает с празднования дня рождения в самом начале... | 28 сентября 2012 |
| 11      | Никому не нужный псих      | Поиски сына олигарха Хижняка, похищенного в Москве, заканчиваются трагически — труп школьника находят за городом. Бывшие оперативники ОВД «Пятницкий» Дима и Юра узнают, что Карпов на свободе, и объединяются против общей беды. Они уверены, что Карпов их уничтожит. Юра решает действовать самостоятельно и нанимает двух оперативников, которым поручено подкинуть Карпову наркотики, а затем в СИЗО устранить. Но загадочный покровитель из ГУВД в очередной раз спасает Карпова, обеспечив ему прикрытие спецслужб. Ушлый репортёр, мечтающий написать большую статью о похищении Антона, приходит за комментарием к Карпову и натыкается у него дома на Леру. С изумлением узнав в девушке известную журналистку, репортер пытается шантажировать Леру, но получает жесткий отпор. Тем временем ничего не знающий о смерти Антона и тайном журналистском расследовании Леры Карпов вместе с Сашей неожиданно для себя выходит на след похитителей...                                               | 1 октября 2012   |
| 12      | Сон                        | Карпова мучают ночные кошмары, психика его расшатана, и он начинает опасаться, что может снова сорваться и в приступе агрессии уничтожить невинных людей. Майор с Петровки дает задание Карпову найти избежавшего наказания насильника и убийцу Андрея Сухова. По словам майора, Сухов вместе с братом изнасиловал некую Олесю, а затем убедил брата взять всю вину на себя. Карпов с Сашей находят единственного свидетеля преступления — антиквара Павла Смирнова, под давлением Кости — одноклассника Сухова — изменившего свои показания. После недолгих колебаний Карпов прибегает к испытанным методам — пытками добивается от Кости информации о местонахождении Сухова и передает информацию майору. Тем временем к Иващуку в гости приезжает сын Олег, живущий за границей, и узнает, что отец уже давно не работает в полиции... | 1 октября 2012   |
| 13      | Гости из прошлого          | Карпов встречается с давней знакомой Таней, которую когда-то спас от рук наркоторговцев. Много лет назад он помог ей деньгами, и теперь Таня — преуспевающая бизнес-леди. Между ними завязывается роман. В Москве происходит волна нападений на публичные дома: вооруженные налетчики действуют жестоко и не оставляют никаких следов. Зотов, чтобы обезопасить свой маленький преступный бизнес, нанимает дополнительную охрану и решает использовать наёмников для расправы над Карповым. В это же время Юра, который тоже рассчитывает уничтожить Стаса, покупает оружие и взрывчатку у бывшего подследственного. Над Карповым сгущаются тучи... | 2 октября 2012   |
| 14      | Переворот                  | В голове Юры созревает поистине дьявольский план, как устранить Карпова раз и навсегда — он организует взрыв машины Зотова и посылает ему смс-сообщение с угрозами от имени Карпова. Таким образом Юра рассчитывает стравить заклятых врагов. Зотов охотится на налетчиков, которые продолжают держать в страхе все публичные дома Москвы. Завербовав в свой бордель новую работницу из Воркуты, Зотов неожиданно с её помощью узнает, что один из налетчиков — её земляк... | 2 октября 2012   |
| 15      | Схватка                    | Зотов уверен, что его машину взорвал Карпов, и принимает решение убить Стаса. Тем временем неожиданно объявляется свидетельница, которая видела, как Карпов и Саша вместе прятали в багажник машины без вести пропавшего педофила, и сообщает об этом в полицию. Следователь Егоренко, в погоне за славой, направляет оперов, чтобы те привели Карпова для допроса и опознания. Зотов же хитростью заманивает Карпова на автосвалку — вызвав его от имени Леры. Однако убить Стаса не удается. Зотов сообщает Карпову, будто взял Леру в заложники, и предлагает встретиться на пустыре только вдвоем и расставить все точки над i. Карпов принимает вызов... | 3 октября 2012   |
| 16      | Для друга                  | Следователь по наводке Зотова пытается выбить из Карпова признание в убийстве педофила и жестоко пытает Стаса, но Карпов наотрез отказывается взять на себя вину. Тем временем Саша и Иващук убеждают свидетельницу, видевшую Карпова в момент похищения педофила, «не узнать» Стаса на опознании. Карпова отпускают. Вскоре он выясняет, что машину Зотова взорвал и таким образом подставил его Юра. От Карпова Лера узнает, что Зотов использовал её, чтобы добраться до Карпова, и рвет отношения с опером. Решив отомстить Зотову, она записывает на видео их интимную встречу и отправляет ролик жене Зотова. На этот раз хитрый опер терпит двойную неудачу — его бросают и жена, и любовница... | 3 октября 2012   |
| 17      | Слишком живой для мертвеца | Жена Зотова Марина решается уйти от него и нанимает частного детектива. Она даже не представляет, чем это обернётся для несчастного сыщика. Бывший опер Дима узнает, что его коллега Юра мертв. Помня, что последней целью Юры было расправиться с Карповым, Дима с ужасом понимает, что смерть грозит и ему самому. А лучший друг Карпова Вадим становится объектом самой настоящей охоты. Его преследует уголовник Фролов, много лет назад пытавшийся отнять у Вадима его криминальный бизнес и попавший в тюрьму благодаря стараниям Карпова... | 4 октября 2012   |
| 18      | Нежить                     | Выживший после покушения Вадим находится под усиленной охраной. Зимина и Карпов узнают об оборотнях в погонах, которые помогают опасным преступникам сбежать из тюрьмы и начать жизнь заново. Вдвоем им не справиться, следы цепочки ведут на самый высокий уровень. Заметив за собой слежку, Зотов задерживает детектива и подкидывает ему пистолет, найденный им на квартире убитого Кеши, давшего когда-то показания против Фролова под давлением Карпова. Зотов отчитывает Марину за то, что она устроила за ним слежку, и, к своему удивлению, узнает, что она ждет ребёнка. Света знакомится с дочерью Карпова Лерой, которая узнает в Свете очередную жертву Карпова. Зотов выясняет, что лидер организованной преступной группы Вадим тесно связан с Карповым... | 4 октября 2012   |
| 19      | Чужая земля                | В поликлинике появляется новая медсестра, которая делает Карпову укол и не соглашается не делать их за деньги. Препараты снова возвращают Карпова в то ужасное состояние, из которого он вырвался после выхода из клиники. Водитель маршрутки Костя задумывает отомстить Карпову за пытки, которые тот некоторое время назад ему учинил, когда разыскивал преступника Сухова. Костя подбивает на это дело и друга. Вдвоем они нападают на Карпова как раз в тот момент, когда Стас находится под воздействием препаратов. Но Карпову чудом удается спастись и с помощью Саши вернуть прежнюю медсестру. Однако его беспокоят причины нападения. Оказывается, Сухов был убит сразу после передачи его Карповым спецслужбам. Пытаясь выяснить правду, Карпов встречается с майором Красильниковым и рассказывает о визите Кости. Вскоре Костю убивают... | 5 октября 2012   |
| 20      | Признание                  | В ОВД, где работает Саша, приходит женщина, у которой пропала дочь. Полиция не горит желанием найти пропавшую. И никто не знает, что девушка стала рабыней настоящих садистов. Тем временем город наводняют фальшивые деньги высокого качества, и невольной жертвой фальшивомонетчиков становится Иващук. Для Иващука это вдвойне удар, так как его собственная жена едва не узнаёт о том, что он давно уволен из полиции. Карпов узнаёт, что в изготовлении фальшивок подозревается Герман Удалов, когда-то уже задерживавшийся им за аферу с фальшивками. Быстро вычислив его адрес через его подельницу из паспортного стола, Карпов сдает Удалова майору Красильникову. Тем временем Света начинает подозревать, что Карпов является не тем, за кого себя выдает. Карпов понимает, что пришло время рассказать Свете правду о себе и приглашает её в ресторан... | 5 октября 2012   |
| 21      | Слишком много вопросов     | Полиция Москвы обеспокоена серией исчезновений молодых девушек. Главным опасением начальства Саши становится возможное появление в городе маньяка. Тем временем Дима, опасаясь участи Юры, приходит к Карпову поговорить и становится случайной жертвой неизвестного киллера прямо у входа в квартиру Карпова. Вернувшегося домой Карпова задерживают и подвергают жесткому допросу. Бывший начальник ГУВД Захаров требует Карпова сдать ему майора с Петровки, которого Карпов регулярно посещает. Но Стас отказывается. С помощью Саши Карпов находит киллера, покушавшегося на Диму... | 5 октября 2012   |
| 22      | Киллер                     | К Карпову за помощью обращается его давний знакомый бизнесмен Игнат Марков, который хочет руками Стаса устранить своего конкурента по строительному бизнесу Панова. Карпов вначале отказывается, но Зимина уговаривает его инсценировать убийство Панова, чтобы взять Маркова с поличным. Тем временем Лера по заданию редакции проникает в бордель... | 8 октября 2012   |
| 23      | Входной билет              | Двое грабителей убивают сотрудника полиции. Карпов требует у майора Красильникова объяснений, почему уничтожены злодеи, которых он для майора находил. Карпов догадывается, что оказался замешан в дела палачей, о которых ему рассказывала Зимина. Стас сообщает обо всем Зиминой и решает помочь ей вычислить главу палачей... | 8 октября 2012   |
| 24      | Грязные игры               | Зотов пытается достать компромат на Карпова и навещает его мать, которая впервые узнает, что сына выпустили из клиники. Зотов выясняет, что Вадим дружит с Карповым с детства, и решает подловить Вадима во время очередного автоугона. В свою очередь, Вадим по просьбе Карпова нанимает человека следить за Зотовым и выясняет, что опер держит бордель... | 9 октября 2012   |
| 25      | Группа смерти              | Зотов заставляет Вадима сотрудничать, угрожая посадить его пасынка Славу. Вадим со спрятанным микрофоном должен получить признание Карпова в убийстве Юры. Но ему удается незаметно подать знак Карпову, и теперь друзья вместе думают, как заставить Зотова освободить Славу. Из-за интриг подруги за Светой начинает ухаживать ее старый знакомый Аркадий... | 9 октября 2012   |
| 26      | Колпак                     | Москва взбудоражена новостью о том, что одна из пропавших девушек — Милана — найдена мертвой. Для Саши это особенный шок — ведь еще месяц назад ее мать обивала пороги милиции, умоляя начать поиски дочери, но к ее просьбам сотрудники ОВД отнеслись халатно. Тем временем Лера вместе с подругой-журналисткой Ксенией Аксеновой решает провести собственное журналистское расследование, но всё осложняется, когда Ксения бесследно исчезает... | 10 октября 2012  |
| 27      | Бойня                      | Карпов, продолжая поиски Ксении, выходит на ночной клуб, в котором бывали все пропавшие девушки. Он догадывается, что похитители явно вовлекают своих жертв в сексуальное рабство с целью получения прибыли. Подтверждением этому становятся видеозаписи камер скрытого наблюдения в клубе, на которых видно, что все девушки общались с одной и той же незнакомкой... | 10 октября 2012  |
| 28      | Снежная королева           | Карпов берется за расследование убийства одинокой женщины, которая играла в детских спектаклях. Вскоре ему удается выяснить, что несчастная тетя Инна, как ее любовно называли дети — коллеги по театру, стала жертвой аферистов, собиравших деньги якобы для помощи детям-сиротам. Сделав Иващука приманкой, Карпов задерживает двух женщин-аферисток и силой заставляет их сдаться в милицию... | 11 октября 2012  |
| 29      | Другие                     | После неудачного покушения на Зотова опера из убойного ищут киллера, нанятого Вадимом. Тем временем в городе объявляется безумец, грабящий аптеки и жестоко расправляющийся со случайными свидетелями. Внезапно одной из жертв маньяка становится племянник Карпова Леня, отправившийся в аптеку за лекарством для бабушки. Пока Леня в коме находится в больнице, Карпов открывает настоящую охоту за маньяком... | 11 октября 2012  |
| 30      | Звериная стая              | Карпов узнает правду о Лере, и это становится для него настоящим ударом. Тучи над ним сгущаются еще больше, когда Карпов узнает, что Зотов объявил охоту на его друга Вадима. Карпов с ужасом чувствует, что его жизнь рушится. Тем временем Саша сталкивается с подростком, который разгуливает по городу с пистолетом. Парнишке удается убежать, но Саша решает во что бы то ни стало найти его, когда узнает, что этот самый пистолет два года назад был похищен в дежурной части ОВД. Разоблачить преступников в погонах, которые украли конфискованное оружие и из-за которых из полиции был уволен Иващук, становится делом чести для наших героев. | 12 октября 2012  |
| 31      | Зомби                      | Карпов и Иващук заняты поисками таинственным образом исчезнувшего Саши. Лера берет интервью у известного блоггера. Проникнувшись к нему симпатией, она помогает ему уладить некое личное дело и получает приглашение на свидание. Карпов и Зотов в очередной раз подстраивают друг для друга ловушки, рассчитывая раз и навсегда поставить точку в своем затянувшемся поединке. | 12 октября 2012  |
| 32      | Тьма или Света             | Света вспоминает подробности той ночи, когда Карпов стрелял в нее, и это становится для нее подлинным ударом. Карпов пытается помочь своей возлюбленной, но она погружается в новую волну депрессии. Палачи похищают Свету и ставят Карпова перед нелегким выбором: или Света навсегда останется пациенткой психиатрической клиники с экстремальными методами лечения, или Карпов устранит врага палачей, которому стало известно о них слишком много — Зимину. | 12 октября 2012  |

### Сезон 2
| № серии | Название                   | Описание серии | Премьера        |
| ------- | -------------------------- | --- | --------------- |
| 1       | Пациент                    | Карпов возвращается в психиатрическую клинику, где он когда-то проходил принудительное лечение. По просьбе юного Антона Подкорытова Стас решает помочь спасти его девушку, которую незаконно удерживают в клинике. Тем временем Зотов постепенно обустраивается на новой должности начальника оперативного отдела в ОВД «Пятницкий». Зимина намекает ему, что она в курсе про его членство в так называемой «банде палачей». Другие сотрудники и подчиненные так же не рады назначению Зотова. Света же с трудом пытается примириться с правдой, которую она узнала о своем возлюбленном Карпове. | 7 октября 2013  |
| 2       | Давид и Голиаф             | Зотов понимает, что никто не собирается расследовать убийство, произошедшее в доме Вересова (отца Леры), которое было совершено, вероятно, по политическим мотивам. Решив отомстить за смерть возлюбленной и понимая, что не справится один, Зотов решает найти Карпова и уговорить его помочь. Карпов же в это самое время отдыхает со Светой в загородном доме знакомых Иващука, пытаясь наладить отношения с любимой и пожить вдалеке от городской суеты. Зотов через Иващука находит Карпова и предлагает ему начать собственное расследование. | 7 октября 2013  |
| 3       | Конкурент                  | Карпов твердо решает сделать все, чтобы найти убийцу семьи Леры. Изучив ее почтовый ящик в интернете, он узнает, что по просьбе своего настоящего отца Лера занималась расследованием деятельности наиболее вероятного подозреваемого и в последующем виновника гибели семьи Вересовых — конкурента Вересова в предвыборной гонке на пост мэра города Лесной Григория Петрова. Вскоре выясняется, что Карпов был знаком с ним и раньше, во время службы в полиции — Стас решает воспользоваться этим знакомством и подобраться к нему поближе. Тем временем Света переживает из-за того, что ее подруга Наталья наотрез отказывается принимать Карпова в качестве ее нового друга... | 8 октября 2013  |
| 4       | Близнецы                   | В Москву возвращается единственный друг Карпова — в прошлом криминальный авторитет Вадим. Он намерен восстановить свой потерянный бизнес по угонам автомобилей и настроен весьма решительно. Известие о гибели Леры огорчает Вадима. Он предлагает Карпову свою помощь, но тот намерен найти убийцу сам. Тем временем Карпов поступает на работу к Петрову и получает первое задание — успокоить лидера оппозиции, главу организации по защите природы Ольгу Мухину, активно ведущую расследование противозаконной деятельности Петрова по строительству в экологической зоне. Параллельно он надеется выяснить, причастен ли Петров к убийству Вересовых. Постепенно зацепок к этой версии становится все больше. За помощью Карпов обращается к Зиминой. | 8 октября 2013  |
| 5       | Монстры                    | Будущий мэр Петров, довольный сотрудничеством с Карповым, приглашает его вместе со Светой на закрытую вечеринку по поводу празднования свадьбы своей дочери. Там Карпов по поручению Петрова знакомится с неким бизнесменом Степановым — потенциальным инвестором предвыборной кампании Петрова. По заданию будущего мэра Карпов должен запугать бизнесмена и заставить его работать на Петрова. Но, попав в дом к Степанову, Карпов уговаривает бизнесмена объединиться в борьбе против Петрова — человека, которого Карпов подозревает в убийстве Леры и ее семьи. | 9 октября 2013  |
| 6       | Воровская справедливость   | Переговоры Вадима с Кравчуком — главарем банды автоугонщиков, занявших его территорию, приводят к полному разгрому всей банды людьми Вадима. Однако Кравчуку удается сбежать, а Вадим заставляет одного из присутствовавших на «стрелке» ментов по кличке Покойник расстрелять своего напарника Серого. Сняв сцену расправы на видео, Вадим обеспечивает себе гарантию неразглашения Покойником произошедшего на разборке. Вскоре Саша выходит из больницы и узнает, что его напарник Серый впал в кому в результате полученного ранения, и загорается желанием отомстить за друга. И хотя Вадим виноват в случившемся с Серым, ему удается ловко свалить всю вину на скрывшегося Кравчука. Карпов и Саша быстро находят Кравчука и пытаются расправиться с ним, но Кравчук рассказывает им правду. | 9 октября 2013  |
| 7       | Серый кардинал             | Предвыборная кампания кандидата в мэры города Лесной Петрова омрачена скандалом. В распоряжение журналистов попадает видеозапись интимной встречи политика с проституткой Анастасией Киселевой. Петров убеждает Карпова в том, что пленка является подделкой, и приказывает выяснить, кто именно стоит за сливом компромата в СМИ. Продолжая «раскручивать» Мохова на признание в причастности к убийству Вересова, Зотов сталкивается с противостоянием со стороны Зиминой. Тем временем у Саши возникает случайный конфликт с парнем из спортзала, в котором он тренируется. Для разборки с оппонентом он приглашает знакомых оперов... | 10 октября 2013 |
| 8       | Ничего, кроме правды       | Карпову удается добиться от проститутки Киселевой признания. Теперь Петров знает, что за компроматом на него стоит подкупленный им марионеточный оппонент на выборах Десятников. Петров решает выяснить с ним отношения прямо во время телевизионных дебатов. Карпов же ведет двойную игру — случайно от соседей Леры и из ее дневника он узнает, что Вера Петрова, жена кандидата в мэры, была в доме Вересовых в ночь убийства. Однако Карпов не спешит делиться информацией с Зотовым, на которого уже основательно давит Зимина. Теперь Зотов вынужден залечь на дно и тайно продолжать поиски убийцы Леры и ее семьи — ведь через свое начальство Зимина получила приказ прекратить расследование убийства Вересовых любой ценой. Тем временем разлад в семье Иващука продолжается — втайне от мужа Олеся начинает готовиться к поездке в Германию. | 10 октября 2013 |
| 9       | Ложный след                | Карпов параллельно с Зотовым продолжает расследование убийства проститутки Киселевой. В процессе он понимает, что следы ведут совсем не туда, куда следовало бы ожидать — в смерти Киселевой виновен один из ее клиентов, отомстивший ей за передачу информации об их романе журналистам. Кроме того, Петров внезапно решается на откровенный разговор с Карповым, из которого он узнает, что в день смерти Вересова жена Петрова по просьбе мужа предлагала Вересову взятку за отказ от участия в выборах. Зимина же узнает от Зотова об отцовских чувствах Карпова к убитой Лере и проникается к бывшему коллеге доверием. Тем временем жена Иващука пребывает в сомнениях — она почти готова уехать в Германию к сыну и внуку без мужа, но не решается сказать об этом Иващуку. | 14 октября 2013 |
| 10      | Помощь                     | Один из подчиненных Зотова — опер Валеев — попадает в непростую ситуацию — управление собственной безопасности проводит проверку по факту избиения им свидетеля. Зотов решает помочь оперу — ведь Валеев напал на мужчину, пытаясь выяснить адрес негодяя, изуродовавшего лицо его жене. Но после жестокого самосуда Зотова над алкоголиком, напавшим на жену опера, Валеев становится должником своего начальника. Тем временем к Карпову за помощью обращается одна из его бывших подследственных Виктория, которую он когда-то спас от тюрьмы... | 14 октября 2013 |
| 11      | Хороший отец               | С Антошиным связывается его бывшая девушка Настя и сообщает, что она и их общий сын попали в беду — муж Насти требует крупную сумму денег в качестве отступных за развод. В противном случае он угрожает лишить Настю прав на общение с сыном. Чтобы заработать и получить таким образом шанс встретиться с сыном, Антошин вынужден с подачи Зиминой вместе с Карповым заняться поисками похищенного мальчика, за помощь в нахождении которого объявлено вознаграждение. В ходе расследования Карпову и Антошину удается выяснить, что отец мальчика — наркоман, задолжавший своим поставщикам, которые решили забрать сына в качестве залога. Получив вознаграждение, Антошин решает «кинуть» Карпова, но опытный мент замечает подставу. Теперь Антошин становится его должником. | 15 октября 2013 |
| 12      | Погром                     | Стремясь приструнить общественную активистку Мухину, Петров поручает Карпову вместе с Антошиным и Сашей устроить погром в администрации города Лесного. Цель амбициозного политика — дискредитировать правозащитницу Мухину, в действиях которой он усматривает попытку мощных и влиятельных сил разрушить его карьеру. Петров намекает Карпову на то, что за Мухиной явно стоит олигарх Разумовский, встречу которого с активисткой людям Петрова удалось тайно заснять. Во время погрома Карпов знакомится с главой юных экстремистов Чубаровым, давно и плотно сотрудничающим с Петровым и явно выполняющим за кандидата в мэры всю грязную работу. Карпов предполагает, что именно Чубаров мог стать исполнителем убийства Вересовых, и берет его в разработку. Своими подозрениями он делится со Светой. | 15 октября 2013 |
| 13      | Чужая жизнь                | На кандидата в мэры города Лесной Петрова совершается покушение. Максим Чубаров проявляет себя как опытный телохранитель и спасает Петрова от смерти. Карпов понимает: скромный помощник мэра отнюдь не тот, кем хочет казаться. И он решает узнать, кто такой Чубаров на самом деле. Чтобы выяснить некоторые подробности по делу об убийстве Вересовых, Антошин обращается к Коле Тарасову. Но тот не хочет помогать Карпову. Тем временем задержанный по горячим следам киллер Рассказов признается, что Петрова «заказала» эколог Мухина. Узнав об этом, Петров встречается с ней в СИЗО и угрожает расправой, если эколог не прекратит попытки помешать его политической карьере... | 16 октября 2013 |
| 14      | Маскарад                   | После длительных уговоров Тарасов соглашается помогать в расследовании дела Чубарова. Под напором Карпова Чубаров рассказывает свою историю. Оказывается, год назад он был свидетелем по громкому делу банды «борисовских». А когда обвинение против лидера банды Горцева начало разваливаться в суде, пошел на подлог. Отказ от прошлой жизни позволил Чубарову целый год жить спокойно. Но когда Карпов и Тарасов начинают выяснять подробности, то узнают, что Чубаров — на самом деле бизнесмен Зеленцов, по обвинению в убийстве которого и отбывает заключение Горцев. Таким образом они невольно дают понять Горцеву, что его главный враг все еще жив... | 16 октября 2013 |
| 15      | Огонь                      | Из писем Леры Карпов узнает, что ее отец был знаком с неким человеком по кличке Огонь. И Вересовы очень его боялись. Карпов решает узнать, кто скрывается под этой кличкой. Мысли о возможном убийце не дают ему покоя. Карпова начинают мучить кошмары. Чубарову же тоже начинает казаться, что его хотят убить. Он рассказывает о происходящем Карпову, но тот лишь отмахивается. Вскоре становится ясно, что страхи Чубарова не пустые: его обнаруживают зарезанным прямо во время празднования юбилея Петрова. Но перед смертью он успевает назвать Карпову имя убийцы... | 17 октября 2013 |
| 16      | Куда ты?                   | Коля Тарасов в рамках расследования, которое он уже давно ведет в ГСУ МВД, пытается выйти на Марата — главаря бандой торговцев оружием. Однако банда успевает нанести серьезный удар: подчиненный Марата на автомобиле сбивает жену Коли Марину. Коля обращается за помощью к Карпову. Вместе с Сашей и Антошиным Карпов организует дерзкий налет на экспедиторов груза Марата и, забрав контрафактное оружие, назначает авторитету встречу, на которой предлагает выкупить груз. Однако во время встречи Марат вместе со своей бандой попадает в засаду. Тем не менее, вскоре Марата отпускают под подписку о невыезде. Коля немедленно мчится к нему, чтобы спровоцировать его на побег и застрелить... | 17 октября 2013 |
| 17      | Пустой барабан             | После продолжительного запоя у Иващука открывается язва, и он попадает в больницу. Навещая друга, Саша узнает, что именно Зотов когда-то устроил аварию, в результате которой Саша оказался в больнице при смерти. Карпову удается предотвратить попытку Саши устранить Зотова. Тем временем Зотов решает подстегнуть Карпова в расследовании убийства Леры и, воздействуя на медсестру, заставляет ее сделать Карпову укол препарата. Уколы будут повторяться, если Карпов не предоставит Зотову реальные результаты расследования — материалы, изобличающие Петрова. Вадим находит своего пса Винни подстреленным у ворот своего загородного дома. Полагая, что это некое предупреждение ему, Вадим решает жестоко разобраться с убийцей любимца... | 21 октября 2013 |
| 18      | Большие планы              | Петров заявляет о прекращении сотрудничества с Карповым из-за того, что в СМИ появляются нежелательные комментарии об их темной связи. Карпов вынужден сильно ускорить претворение своего плана о выводе Петрова на чистую воду. Настя начинает давить на Антошина, требуя денег — иначе Дэну не увидеть своего сына. По просьбе Антошина Карпов сводит его с Иващуком — теперь они вместе в расчете на вознаграждение занимаются поисками молодого человека, который сбил на машине нескольких пешеходов и скрылся. Парень оказывается учеником футбольной секции, где преподавал Иващук, и найти его не составляет труда. Однако задержание футболиста может сломать ему жизнь, и Карпов втайне от Антошина убеждает юношу самостоятельно сдаться... | 21 октября 2013 |
| 19      | Охотник становится мишенью | С помощью своих связей и влиятельного деятеля Степанова Карпов устраивает подставу Петрову, но тот оказывается на шаг впереди: устраивает задержание Степанова за вымогательство взятки — и Карпов сам становится мишенью. Карпов понимает, что Вера встала на сторону мужа и рассказала о плане Карпова Петрову. Теперь, когда план изобличения Карпова провален, Света в отчаянии пытается встретиться с Верой. Тем временем Вадим сообщает Карпову, что благодаря своим связям он вычислил киллера, уничтожившего Леру и всю семью Вересовых. Вместе они пытаются задержать киллера, но злоумышленник погибает в перестрелке от руки Вадима. Карпов подавлен случившимся, но Вадим убеждает его забыть о мести. | 22 октября 2013 |
| 20      | Самурай                    | На Петрова совершено покушение, взорван его автомобиль. Вера подозревает Карпова, ведь на него по поручению ее мужа охотятся оперативники. Она решает увезти супруга из города, и на время его отсутствия берет в свои руки все дела по предвыборной кампании. Она решает через одну из жертв Карпова — Сидольскую, чей сын попал в психушку после допроса у Стаса, надавить на Свету и заставить ее подкинуть Карпову пистолет и получить таким образом улику против Стаса с его отпечатками пальцев. Колю Тарасова награждают за то, что он, благодаря новейшим информационным технологиям, помог Следственному комитету задержать серийного убийцу. Карпов решает обратиться к нему за помощью. Он хочет узнать, кому принадлежит электронный почтовый ящик, куда Лера перед смертью писала письма. А у Вадима — новое увлечение. Он берет уроки боев на самурайских мечах. | 23 октября 2013 |
| 21      | Письмо с того света        | Карпов выясняет, кому Лера писала письма. Это Зотов. Узнав это, он приходит в бешенство. Карпов и Зотов обнаруживают новое, не прочитанное ими письмо, в котором идет речь о таинственной корпорации «НК-тек», претендующей на подряд по застройке территории Потемкинского леса. Саша, который так до конца и не оправился после комы, спасает на улице мальчика от похищения. Но позже выясняется: он неверно оценил ситуацию, и едва сам не превратился в преступника. А конкурент Петрова Десятников, пользуясь болезнью оппонента, разворачивает активную деятельность. Вера всячески мешает осуществить ему коварный план — развалить предвыборную кампанию ее мужа с помощью переманивания ведущих сотрудников предвыборного штаба Петрова. Хитростью заманив Десятникова на охоту в угодья главы района, Вера открывает настоящую охоту на конкурента... | 23 октября 2013 |
| 22      | Ход конем                  | На Карпова выходят люди из корпорации «НК-тек» и предлагают ему убить Петрова. В обмен они обещают ему новое имя и обеспеченную жизнь до старости в одном из европейских государств. Карпов соглашается, так как понимает, что другого выхода у него нет — ведь со дня на день его могут арестовать по обвинению в убийстве Вересовых. Карпов проникает в дом к Вере Петровой, чтобы узнать, где она прячет мужа. Но поняв, что она искренне переживает за Петрова, решает поговорить с ней откровенно и предлагает выдать сотрудников «НК-тек» ФСБ в обмен на снятие с него подозрений в убийстве Вересовых. Вера соглашается. Но внезапно дело приобретает неожиданный поворот. Петров, не сказав никому ни слова, выписывается из больницы. Тем временем людьми Горцева похищена Марина. С помощью Зиминой Коле Тарасову удается спасти жену, но он и не догадывается, какой ценой. На тайном голосовании с коллегами по ОВД «Пятницкий» Зимина выносит Горцеву — Огню — смертный приговор...                                                                                              | 24 октября 2013 |
| 23      | Здесь прольется кровь      | Карпов, чтобы расплатиться с Петровым, обещает тому помощь в поимке с поличным сотрудников «НК-тек», которые планируют устранить Петрова. Для этого Карпов выступает в уже привычной для себя роли киллера под прикрытием ФСБ. Антошин возвращается с Украины без Насти и сына. Денег, которые он заработал с помощью Карпова, хватило только на то, чтобы заплатить отступные бывшему мужу Насти. Теперь же Дэну снова нужны деньги для обустройства жизни Насти и сына в Москве. С этой целью он втягивает Сашу и Иващука в опасную авантюру — вместе они шантажируют коммерсанта, занимающегося нелегальной торговлей машинами «под крышей» начальства Антошина. Однако из-за неосторожности Саши все оказываются под ударом — с помощью связей Вадима с трудом удается замять конфликт с влиятельными криминальными авторитетами. Тем временем Света уговаривает Карпова достать ей пистолет для самообороны, так как она опасается за свою безопасность. По просьбе Карпова люди Вадима тайно следят за Светой, обеспечивая ее охрану. В страхе она замечает слежку и наугад стреляет... | 28 октября 2013 |
| 24      | Чужак                      | Карпов и Вадим, отправившись на рыбалку за город, застревают в маленькой деревушке без средств связи и со сломавшейся машиной. В первую же ночь их пребывания в деревне один из местных жителей — Алексей Покровский, сын приютившего их мужика, оказывается убит выстрелом из охотничьего ружья. Подозрение падает на чужаков. Но, поговорив с дочерью хозяина Лизой, Карпов понимает, что в деле может быть замешан кто-то из местных, откопавших труп напавшего год назад на Лизу заезжего охотника, с которым местные мужики — включая и самого Алексея — жестоко расправились и похоронили в глухом лесу. Месть Карпова за Лизу оборачивается для жителей деревни кровавым побоищем. | 28 октября 2013 |
| 25      | Вера должна умереть        | Об огнестрельном ранении Карпова врачи сообщают в полицию. Вскоре Свету арестовывают за незаконное хранение оружия. Следователь жестко давит на нее, требуя признаться в умышленном убийстве, мотивом которого он считает месть Карпову за трагедию давних лет, когда Света сама стала жертвой кровавой расправы Стаса. Тем временем Антошин наслаждается воссоединением с семьей — Настей и сыном Кириллом. Он мечтает стать для Кирилла полноценным отцом, но Настя не спешит с этим. Корпорация «НК-тек», понимая, что раненый Стас неспособен на убийство Петрова, нанимают Вадима для устранения Веры. Таким образом они рассчитывают усмирить опального кандидата в мэры города Лесной. У Веры же и Петрова — второй медовый месяц. Накануне юбилея своего брака они понимают, что все еще дороги друг другу. | 29 октября 2013 |
| 26      | Смерть Петрову!            | Вадим совершает неудачную попытку устранить Веру, которую случайно спасает ее дочь, а активистка Ольга Мухина тем временем кончает жизнь самоубийством в СИЗО. Гибель лидера правозащитного движения вызывает бурную реакцию в среде ее последователей — особенно масла в огонь подливает обнаруженная при погибшей записка со словами: «Смерть Петрову!» Куратор из ФСБ вынужден признаться Карпову, что их затея привлечь руководство «НК-тек» за организацию заказного убийства Петрова потерпела неудачу. Но есть шанс возбудить дело за мошенничество в особо крупных размерах. Оказывается, «НК-тек» собирается тайно выкупить у Веры ее строительную компанию, чтобы таким образом получить подряд на вырубку потемкинского леса, за спасение которого и боролась Мухина. Карпов соглашается помочь... | 29 октября 2013 |
| 27      | Выбор                      | День выборов в Лесном начинается с теракта в одном из избирательных участков. Вскоре происходит серия взрывов, и город накрывает волной беспорядков. Ответственность за взрывы берет на себя группа анархистов — последователи погибшей Ольги Мухиной. Они уверяют, что своими действиями хотят заставить Петрова отказаться от вырубки Потемкинского леса. Но рабочие и техника уже стянуты к просекам! Петров подозревает в срыве выборов Десятникова, и ему удается договориться с продажным конкурентом, пообещав ему должность своего заместителя в случае победы. Кроме того, Петров временно приостанавливает работу по вырубке леса и устраняет руководителей «НК-тек», подстроив автокатастрофу... | 30 октября 2013 |
| 28      | Место, где каждый может... | После увольнения соглашение Антошина с криминальным бизнесменом Бельчиком, на которого он когда-то наехал в компании с Сашей и для которого теперь должен регистрировать незаконно ввезенные в Россию машины, оказывается расторгнут. Саша, опасаясь мести от людей Бельчика, решает первым сделать ход: он заставляет одного из уголовников убрать предпринимателя. Криминальные структуры, которые стоят за Бельчиком, поручают разобраться в этом деле Вадиму, который быстро понимает, что Саша причастен к смерти Бельчика. Вадим прикрывает Сашу, но вскоре сам оказывается под ударом и обращается за помощью к Карпову. Ситуация осложняется тем, что Вадим решает сделать предложение руки и сердца девушке Лене, которая сообщает ему о своей беременности. | 30 октября 2013 |
| 29      | Коронованный               | После неудачного покушения на криминального авторитета, приказавшего убрать Сашу, Вадим «ложится на дно». Карпов же узнает от Петрова правду о людях, которым заказали убийство Вересова. Оказывается, и Петрову, и Вересову некие влиятельные лидеры преступного мира предлагали работать на них, обещав поддержку на выборах. Вересов наотрез отказался и, кроме того, начал расследование деятельности этих криминальных элементов. Петров же, напротив, сделал вид, что согласился, опасаясь за свою жизнь. Теперь он должен исполнять любые приказы этих людей, используя для этого свой административный ресурс. Взамен он получил кресло мэра и подряд на застройку потемкинского леса для Веры. Но Петров решает бороться с заказчиками убийства Вересовых. Узнав их имена, Карпов открывает на авторитетов охоту... | 31 октября 2013 |
| 30      | Менты                      | Карпов и Зотов начинают поиски Вадима. Используя все свои связи, Зотов заставляет подчиненных оформить все висяки в отделе на Вадима, чтобы объявить его в федеральный розыск. Вадим же забирает подругу Лену и прячется на квартире своей матери. Однако уже вскоре с помощью осведомителей Зотову удается вычислить местонахождение парочки беглецов. В ярости Зотов штурмует квартиру, и Вадим вынужден позвонить Карпову и попросить о помощи. Но, приехав к Вадиму, Карпов отпускает Лену и жестоко расправляется с другом. Перед смертью Вадим признается, что убил Вересовых, чтобы вернуть свой криминальный бизнес и стать авторитетом. Именно его и короновали убитые лидеры преступного мира, присвоив ему кличку Мирный. Тем временем Петров вступает в должность мэра города Лесной... | 31 октября 2013 |

### Сезон 3
| № серии | Название               | Описание серии | Премьера        |
| ------- | ---------------------- | --- | --------------- |
| 1       | Убийца                 | Карпов и его люди начинают поиск педофилов, усыновивших детей из сгоревшего детдома. Однако первый же визит к приемным родителям брата и сестры Емельяновых оказывается безрезультатным. Интеллигентные преподаватели вуза Казаковы уверяют: произошла ошибка, они никого не усыновляли. Карпов начинает сомневаться в подлинности списка. Но вскоре выясняется: семья педагогов не так проста, как хочет казаться. Под давлением Саши и Антошина Казаковы признаются, что тайно держали детей на даче. Тем временем жизнь товарищей постепенно меняется — Антошин решает разобраться со своей Настей, Иващук становится личным водителем мэра Петрова, а Саша одержим борьбой за справедливость... | 6 октября 2014  |
| 2       | Откровение             | Саша следит за супружеской парой, усыновившей двенадцатилетнюю Дину из детского дома Лесного. На первый взгляд, семья Ереминых кажется абсолютно стандартной. Но вскоре оказывается: им есть что скрывать не только от чужих людей, но и друг от друга. Еремина находит дневник Дины... Карпов делает скандальное заявление на телевидении... Вера Петрова наконец ощущает себя женой мэра города, которой, как ей кажется, позволено все. | 6 октября 2014  |
| 3       | Когда мы были милицией | Настя решает рассказать Зотову, что заставило ее переспать с Карповым. История оказывается сложной и очень трагичной. В ней нет ни добра, ни любви, ни сочувствия. Лишь стыд, который заставлял Настю тщательно скрывать даже от самых близких обстоятельства появления на свет ее нежеланного сына... Вместе с коллегой-опером Антошин решился на сделку — ведь Настя разбила его новенький автомобиль в аварии, и Антошину были срочно нужны деньги на ремонт и возмещение ущерба другому участнику ДТП. Несмотря на предупреждения Карпова, Антошин идет до конца и повторно попадается с оставшимся наркотиком, который он пытается продать, чтобы вытащить коллегу из СИЗО... | 7 октября 2014  |
| 4       | Цепные псы             | По совету Петрова Карпов изучает городской патриотический клуб, в котором живут десять сирот, в разное время усыновленные из детского дома. Бывшие менты считают, что под благопристойной вывеской скрывается бордель. Однако подобраться к воспитанникам поближе и узнать подробнее о клубе оказывается задачей не из легких. Бывших сирот строго охраняют. С помощью Петрова и бывшей воспитательницы Любы Веселовой Карпову удается задержать на территории патриотического клуба одного из бывших воспитанников детдома, но тот скрывается, отказавшись от их помощи. Тогда Карпов вместе с товарищами штурмует клуб ночью... | 7 октября 2014  |
| 5       | Кровь их на них        | В драке с воспитанниками патриотического клуба Иващук получает травму колена. Теперь он больше не может работать водителем, и все свободное время посвящает походам в церковь и молитвам. Однако Священное Писание Иващук трактует на свой лад, что в конечном итоге приводит к трагедии. Саша устраивается на работу к педофилу Петру Аркадьевичу, сожительствующему с несовершеннолетней удочеренной им Кристиной. Саша изучает ситуацию и понимает, что в этот раз педофила можно привлечь к уголовной ответственности официально. Но внезапно сталкивается с непредвиденными трудностями — Кристина под давлением узнавшего о готовящемся задержании Петра Аркадьевича соглашается выйти за педофила замуж. После долгих раздумий Иващук решается на убийство воспитательницы Любы Веселовой, решив покарать ее за продажу детей педофилам. | 8 октября 2014  |
| 6       | Ребёнок                | К Петрову приходит Никитин — бывший охранник двадцатого детского дома. Он смертельно болен и просит главу города позаботиться о его приемных сыновьях Диме и Паше, которых он, спасая от продажи в рабство, усыновил несколько лет назад. Но в коридоре мэрии Никитин встречается с депутатом Антоном Олеговичем, курировавшим нелегальный бизнес. Депутат решает отомстить предателю. Он похищает мальчиков, а самого Никитина до смерти избивает. Тогда Петров, угрожая сорвать новое открытие двадцатого детдома, устроив саботаж на стройке, добивается освобождения пленников. Однако Дима и Паша успевают сбежать от депутата, а во время погони Паша трагически погибает. Спасенного сироту Диму, лишившегося одновременно и приемного отца, и брата, Карпов решает поселить у себя... | 8 октября 2014  |
| 7       | Заметая следы          | Пьяный Зотов попадает в ДТП, в результате которого гибнут женщина и девочка. Он вызывает на место происшествия Карпова и умоляет его помочь скрыть аварию. Вместе они заметают следы, а через пару дней узнают, что погибшими были жена и дочь районного прокурора Чернова. Карпов сначала сомневается в невиновности Зотова в гибели Ирины и ее дочери Тани, но, достав видеорегистратор из их разбитой машины, убеждается в виновности Ирины. Карпов поглощен решением семейной проблемы: Света и Дима никак не находят общий язык. Однако Света старается установить контакт со сложным подростком-детдомовцем. | 9 октября 2014  |
| 8       | Выхода нет             | Из автомобиля Зотова пропадают номера с машины жены прокурора Чернова. Сомнений нет: их украл кто-то из мастеров в автосервисе, где ремонтировали автомобиль. Однако прежде чем Зотову удается найти вора, номера оказываются у Чернова, которому их передает за вознаграждение один из слесарей сервиса. От него Чернов узнает адрес человека, совершившего наезд на авто его жены. И чтобы выйти сухим из воды, начальнику криминальной полиции Зотову приходится очень постараться. С помощью Карпова он подстраивает пьяную драку, в ней погибает мелкий уголовник Лёсик, на которого оформлена машина Зотова. Тем временем Карпов находит родную мать Димы. Настя продолжает употреблять наркотики, на которые ее подсадила знакомая бомжиха Николаевна. Вместе они получают еду в бесплатном раздаточном пункте, а все сбережения Настя тратит на наркотики и все больше скатывается на дно.                                                                   | 9 октября 2014  |
| 9       | Жертва                 | В колодце лесопарка находят тело убитой женщины. Оперативное сопровождение уголовного дела поручается Саше. Спустя некоторое время ему становится известна личность погибшей. Ей оказывается бывшая воспитательница 20 детского дома Лесного Любовь Веселова, отправленная по приказу Петрова на родину к своим родственникам. Саша понимает, что поимка преступника — вопрос времени. Иващук же ведет себя все более подозрительно. Внезапно, сопоставив все факты, Саша понимает, что убийца... — его близкий товарищ Иващук! Пытаясь понять мотивы Иващука, Саша упрекает его в предательстве — ведь теперь депутат Антон Олегович Купцов сможет выйти на Петрова. В отчаянии Иващук угрожает застрелиться. | 13 октября 2014 |
| 10      | Всего одна ночь        | Саша рассказывает Карпову, что выстрелил в Иващука из табельного оружия. И если пуля попадет в руки следователей (а это непременно случится), под суд пойдут все «менты». Карпов предлагает товарищам похитить улику. Но как это сделать, если тело Иващука в морге, а на всю операцию лишь одна ночь? Ситуация осложняется тем, что в самый неподходящий момент у двери Антошина Настя оставляет Кирилла. Тогда Карпов и Антошин под видом врачей бригады «скорой помощи» на выданной благодаря связям Петрова и Зотова машине привозят Сашу, загримированного под труп... | 13 октября 2014 |
| 11      | Побег                  | Карпов со своей командой, продолжая поиск усыновленных по списку из 20-го детдома, организует поиски шестнадцатилетнего Максима, опекуны которого — супруги Рябушкины — под пытками затянутых масками Карпова и Саши признаются, что не видели парня со дня усыновления, когда его забрали неизвестные люди. Ранее же таинственный адвокат помог Рябушкиным оплатить все их долги, потребовав усыновления Максима и передачи его неизвестным. После дерзкого налета на супругов Рябушкины сообщают об этом тому самому адвокату. И сразу же за Карпова берется некая тайная служба безопасности, негласно отвечающая за безопасность высокопоставленных педофилов. Карпову удается сбежать от похитивших его злоумышленников, но он теряет свой пистолет... | 14 октября 2014 |
| 12      | Город N                | Обосновавшись в захудалом городке в Подмосковье, Карпов пытается организовать быт и свыкнуться со своей новой ролью. Новости из Москвы от друзей идут неутешительные: мэр Петров временно уклоняется от участия в судьбе Карпова — адвокаты педофильской группировки пригрозили сфабриковать против него уголовное дело, а Саша, Антошин и Зотов пока не могут выйти на след настоящих убийц. Тем не менее, Карпов успокаивает Свету, выйдя с ней на связь по видеотелефону на своем ноутбуке. Вскоре Карпов теряет единственную связь с внешним миром: кто-то похищает его ноутбук. Познакомившись с дедом Сергеичем, бомжующим с ним в одном выселенном доме, Карпов выясняет, что компьютер могли похитить местные подростки-наркоманы. Однако допрос одного из наркоманов — юной Жени — ничего не дает. Спустя некоторое время Карпов становится свидетелем избиения Жени местным опером Витей, которому юная наркоманка дала неверную наводку на наркодилера... | 14 октября 2014 |
| 13      | Мышеловка              | Задержавшие Карпова ППС-ники оказываются преданными сотрудниками главы местного ОВД полковника Платонова. Именно ему и Зиминой Карпов обязан своим укрытием в неприметном городке. В результате Карпов оказывается втянутым в подковёрную борьбу Платонова и одного из его замов — начальника оперчасти Тихого, подмявшего под себя весь бизнес и криминалитет в городе. Узнав о «подвигах» Карпова — избиении Вити и налете на квартиру наркодилера, Платонов поручает Карпову сжечь еще три «наркоточки» — квартиры, в которых торгуют наркотой подконтрольные Тихому дилеры. Однако первый адрес оказывается ошибочным, а по второму Карпов успешно совершает налет и сжигает квартиру дотла, но дилер успевает позвонить операм Тихого... | 15 октября 2014 |
| 14      | Банда                  | Карпов вынужден планировать налет на очередной наркопритон. Однако после предыдущего поджога там усилили охрану, и в одиночку Карпову с задачей не справится. Подмога приходит с неожиданной стороны — с помощью наркоманки Жени и ее дружков Карпову удается уничтожить еще одну наркоточку. Теперь между ним и Женей устанавливаются доверительные отношения — Карпов спасает ее от передозировки наркотиков, вовремя вызвав «скорую». Однако это приводит к неприятным последствиям — появляется свидетель, узнавший Карпова на улице. Тем временем из службы безопасности высокопоставленных педофилов к Петрову наведывается человек, пытающийся разузнать причину того, почему Зотов предпринял попытки оправдать Карпова. После отказа Петрова сообщить имена сообщников Карпова, человек из службы безопасности ловко компрометирует Петрова в глазах его жены Веры. В сердцах Петрова уходит из дома.                                                       | 15 октября 2014 |
| 15      | Старый друг            | Пока начальник ОМВД Платонов пытается решить проблему со свидетелем, который узнал находящегося в розыске Карпова и сообщил об этом дежурному оперативнику, сам Карпов силой запирает наркоманку Женю в квартире, чтобы помочь девушке пережить ломку и слезть с иглы. Тихий начинает подозревать, что за подставным бомжом, которого по плану Платонова задерживают опера, стоит Платонов. Внешне похожий на Карпова бомж должен ввести в заблуждение свидетеля, с которым уже проведена беседа людьми Платонова. Однако Тихому удается выбить из бомжа признание в том, что тот работает на Платонова. Тем временем Вера, видя, что Петров ничего не предпринимает в ситуации с детским домом в Лесном, решает разобраться с этим сама... | 16 октября 2014 |
| 16      | Свет в аду             | Начальник ОМВД Платонов, не видя иного выхода, поручает Карпову убить своего зама — Тихого. Однако Карпов не спешит взяться за дело. Он решает уехать из города и освобождает Женю, у которой уже закончилась ломка. Однако один из ее дружков решает отомстить Карпову за смерть своего товарища, погибшего при налете на наркопритон, и насильно делает Карпову инъекцию наркотика. Чудом выжив после передозировки, Карпов соглашается устранить Тихого. Антошина навещает Настя, которая прошла реабилитацию в наркологической клинике, и просит у него прощения за всё. Теперь, когда родители забрали у Насти ее сына Кирилла, Настя все равно решает вернуться на родину, чтобы быть рядом с ним. Антошин переживает за нее и предлагает ей снова пожениться, чтобы спасти Настю от лишения родительских прав. Тем временем Петров должен сделать тяжелый выбор: допустить, чтобы его жену посадили, или сдать кого-то из друзей Карпова...                   | 16 октября 2014 |
| 17      | Необходимое зло        | Опера Тихого пытают Карпова, чтобы выведать планы начальника ОМВД Платонова. Поняв, что расколоть Карпова не получится, Тихий решает его завербовать. Однако Карпова не убеждают методы устрашения Тихого и его рассказы о неспособности Платонова контролировать порядок в их городе. Тем временем Антошин и Настя начинают снова жить вместе. Для каждого из них это отчаянный шаг, но Антошин уверен: он должен помочь Насте вернуть опеку над сыном. Платонов, Зотов и Саша пытаются вычислить адвоката, приложившего руку к усыновлению убитого Максима. Для этого друзья жестко пытают усыновителя Максима — Рябушкина. | 20 октября 2014 |
| 18      | Выбирая сторону        | Карпов должен выбрать, на чью сторону встать — начальника ОМВД Платонова или начальника оперов Тихого. Кому из них можно доверять? Кто из них «хороший» парень, а кто — «плохой»? Сделав ставку на Тихого, Карпов рассказывает ему о планах Платонова устранить его и захватить власть в городе. Тем временем Зотов, Саша и Антошин спасают усыновленного из двадцатого детдома паренька, который был свидетелем убийства своего собрата по несчастью Максима. Спасенный парень готов описать подозреваемого в похищениях детей... | 20 октября 2014 |
| 19      | Король                 | После смерти начальника оперов Тихого, якобы в автокатастрофе, в городе начинается хаос. Карпов решает вспомнить старые добрые времена, когда он, будучи подполковником, наводил порядок на «земле». Вместе с операми Тихого он хочет остановить Платонова и авторитета Короля, решивших взять под свой контроль город. Для того чтобы опера ему поверили, Карпов убивает одного из лидеров местной группировки — родного брата Короля. Антошин, Саша и Зотов выходят на Сажина — главу службы безопасности высокопоставленных педофилов, напавшего на Настю. Однако среди наших героев возникает серьезное разногласие относительно того, как с пленным поступить... | 21 октября 2014 |
| 20      | Война и мир            | Карпов объединяется с местными операми, чтобы дать отпор банде Короля. Тем временем происходит жуткое массовое убийство, которое потрясает не только жителей городка, но и гремит на всю страну — убит влиятельный местный бизнесмен вместе со всей своей семьей. В город направляют комиссию из Москвы, и Зимина вывозит Карпова из города. Однако Карпов вынужден вернуться — его помощница из местных Женя оказывается пленницей Платонова. Антошин занят поисками Сажина, одержимый желанием отомстить за Настю. Саша же пытается выйти на Сажина первым, так как тот нужен живым для оправдания Карпова. | 21 октября 2014 |
| 21      | Мама                   | После возвращения из вынужденной ссылки Карпов приезжает проведать мать, но обнаруживает в квартире совершенно незнакомых людей. Муж и жена Жидковы уверяют, что недавно купили жилье и с предыдущей владелицей никогда не встречались. Карпов начинает расследование и вскоре понимает, что мать, скорее всего, стала жертвой «черных риелторов». Но выяснить, куда пропала женщина и что с ней случилось, оказывается непросто... | 22 октября 2014 |
| 22      | По закону              | Карпов решает открыть собственный бизнес и наконец начать жить по закону. Он арендует помещение в Лесном, где планирует открыть шиномонтаж. Но не проходит и дня, как выясняется: на соседней улице уже есть подобное заведение, которое контролирует местный бандит Румын. Привыкший решать свои проблемы радикально, Румын рассчитывает выгнать Карпова и его партнеров Сашу и Антошина привычным способом — организовать поджог помещения. Кроме того, отказавшийся давать взятки представителям официальных структур Карпов начинает испытывать давление с их стороны... | 22 октября 2014 |
| 23      | Родная кровь           | Карпов только возобновляет работу в шиномонтаже, как сталкивается с новой проблемой. Новый помощник Петрова — Валентин — пригоняет для ремонта свою машину, на которой, скорее всего, было совершено преступление. Карпову предстоит решить, что делать: сообщать в полицию и снова останавливать бизнес или же закрывать глаза на произошедшую трагедию. Решив обо всем рассказать Петрову, Карпов оказывается втянут в щекотливую ситуацию... | 23 октября 2014 |
| 24      | Круговорот             | Против дочери Петрова Полины возбуждают уголовное дело, что вызывает в Лесном большой общественный резонанс. И в такой ситуации «замять» произошедшее никак не удается. Полина сбегает, нарушив подписку о невыезде, угрожает потерпевшим и ведет себя крайне вызывающе. Карпов пытается разыскать Полину и помочь Петрову, но признает, что сделать это не так-то просто. Саша уходит с головой в свой новый бизнес. Он набирает команду бойцов и скоро понимает: бои без правил — это «золотое дно». Антошин же скучает по Насте и решает найти ей замену. Но вскоре понимает, что все другие девушки не могут пробудить в нем любовь. | 23 октября 2014 |
| 25      | Опасное видео          | Видео встречи Карпова и начальника московской полиции Грачева появляется в сети Интернет. Отцу Зотова удается предотвратить крупный скандал, вовремя изъяв провокационный ролик. По заданию Грачева Карпову предстоит выяснить, кто и для чего заказал видео. Поиски провокатора приводят его к весьма интересным результатам. Из-за ревности Светы Карпов уходит от нее к Алле — девушке, через которую авторы видео связывались с заказчиком. Благодаря тщательному анализу видео Карпов понимает, что заказчик — Петров. Саша с головой погружается в новый бизнес и тренирует нового бойца Игоря для следующего поединка. А когда на территории ОМВД «Мневники» совершается мошенничество, он понимает: совмещать работу и бои без правил становится все сложнее. | 27 октября 2014 |
| 26      | Темные пятна           | Петрову предлагают принять участие в будущих губернаторских выборах. Но предупреждают: чтобы подготовиться к предвыборной гонке, необходимо тщательно пересмотреть его биографию и избавиться от «темных пятен». Петров дает согласие, не догадываясь, как лихо в скором времени изменится его жизнь. Теперь ему предстоит надолго отправить дочь за рубеж, найти себе новую жену вместо Веры, а также собрать компромат на всех своих бывших коллег. Кроме того, Петров пока не знает, что его соперник на выборах — Грачев. Зотов берет взятку, чтобы вывести из уголовного дела сына богатого нефтяника. Но вскоре Зотов понимает, что ситуация подстроена Петровым, который вынуждает его собрать компромат на Карпова. Под давлением обстоятельств Зотов рассказывает Петрову о том, что сын Насти Кирилл — ребенок Карпова... | 27 октября 2014 |
| 27      | Шрамы                  | Карпову приходится вспомнить неприятные события своей юности, произошедшие, когда он бы еще курсантом школы милиции. Много лет назад его отец — известный хирург, страдающий прогрессирующей формой шизофрении, в припадке ярости сделал аборт несовершеннолетней сестре Карпова Анне на глазах у их матери. Это навсегда разрушило жизнь семьи Карповых. Анна выжила и родила другого ребенка, но спустя некоторое время подсела на наркотики и умерла от передозировки, не в силах пережить кошмар юности, а отец Карпова оказался в психиатрической клинике. Теперь же накануне своей выписки отец Карпова сбегает из больницы, воспользовавшись беспечностью врачей. Карпов понимает, что отец направляется к нему, а в его помутненном сознании явно зреет какой-то дьявольский план... | 28 октября 2014 |
| 28      | Безумный мир           | Отец Карпова направляется в Москву, чтобы разыскать свою сестру Зину, единственного человека, который поддерживал с ним связь все эти годы. Приехав в родной город, он совершенно не узнает его. За двадцать лет все, к чему он привык в Москве, кардинально изменилось. Карпов же, зная, что отец где-то неподалеку, возвращается вместе с Димой к Свете и просит их соблюдать особую осторожность. Но, вопреки предосторожностям, отцу Карпова удается проникнуть в квартиру к Свете в отсутствие Карпова и Димы. Бывшего прокурора Чернова, чьих жену и дочь насмерть сбил Зотов, назначают начальником Главного Следственного Управления (ГСУ) СК РФ. Но высокий пост его совсем не радует. Чернов по-прежнему одержим мыслью найти убийц своих родных... | 28 октября 2014 |
| 29      | Заложница              | Отец Карпова захватывает Свету в заложницы. Ситуация осложняется тем, что никаких конкретных требований он не выдвигает. Карпов же пресекает все попытки освободить Свету силовым образом, опасаясь за ее жизнь. В результате отец Карпова скрывается от преследования, бросив Свету в автомобиле. Саше предъявляют обвинение в непреднамеренном убийстве его друга Игоря. Он надеется на помощь со стороны отца Игоря. Но тот раздавлен смертью сына и прилагает все усилия, чтобы Сашу поместили в «пресс-хату», где уголовники жестоко издеваются над ним. Петров получает от Грачева предложение отказаться от выборов на пост губернатора в обмен на должность начальника полиции в небольшом регионе. Он и не предполагает, что судьба готовит ему серьезный и неприятный поворот. | 29 октября 2014 |
| 30      | Мясо                   | В Пятницком районе ведутся поиски отца Карпова. Но найти его никак не удается. Хотя Карпов понимает, что без денег душевнобольной мужчина не мог уйти далеко. Тем временем отец Карпова скрывается на продовольственном рынке и устраивается помощником к мяснику. Хитростью заманив Карпова в холодильную камеру для мяса, отец блокирует дверь, и они оба чуть было не погибают от обморожения. Но мясник сообщает в полицию о своем странном работнике, и обоих Карповых спасают. Сашу выпускают под подписку о невыезде. Начальник Следственного комитета ГСУ Чернов, случайно столкнувшийся с Зотовым, когда тот добивался освобождения Саши, разрабатывает план ареста Зотова. | 29 октября 2014 |
| 31      | Отец и дети            | В колонии строгого режима одной из соседних областей поднимается бунт. Заключенные захватывают в заложники двоих охранников и конвоира. Они требуют смягчения условий содержания и встречи с министром МВД. Однако после того как в диалог вступают сотрудники ФСБ, они выдвигают новые требования: привести в качестве посредника того, кто «не мент и ментом никогда не будет». А именно — Карпова. Чернов соглашается на уговоры коллеги отомстить Зотову незаконным способом — заказать убийство. Однако с помощью своего влиятельного отца Грачева Зотов предотвращает трагедию, а Чернов получает видеорегистратор из машины своих погибших жены и дочери... | 30 октября 2014 |
| 32      | Хороший человек        | Карпов становится посредником в тяжелых переговорах между руководством колонии и бунтующими. И каждый раз, когда ему кажется, что ситуация разрешилась, начинается новый виток противостояния. Саша пытается наладить жизнь на новом месте жительства, вдали от столичного лоска и цивилизации. Здесь он знакомится с местным участковым, который разрешает ему остаться на своем участке инкогнито. А Антошин поступает на необычную работу к Петрову. После перенесенной операции на сердце Петров становится инвалидом и вынужден подать в отставку. Вернувшись в Москву после удачно проведенной операции по освобождению заложников, Карпов решает жениться... | 30 октября 2014 |

## Съёмки
Съёмки первого сезона телесериала были закончены 7 августа 2012 года. Премьера сериала состоялась 24 сентября 2012 года одновременно на телеканалах ТРК Украина, НТВ (Россия) и НТВ-Беларусь. По данным ресурса Variety, сериал стал одним из лидеров рейтинга зрительских симпатий среди всех программ НТВ осенью 2012 года. 9 ноября 2012 года вышел документальный фильм «Карпов. Пятницкий. Послесловие». 16 марта 2013 года начались съёмки второго сезона, его премьера состоялась на НТВ 7 октября 2013 года. 31 октября 2013 года вышел документальный фильм «Карпов. Сезон второй. Послесловие». 5 февраля 2014 года стартовали съёмки третьего сезона сериала. Его показ начался на НТВ 6 октября 2014 года. Самая последняя серия была показана 30 октября 2014 года, а 31 октября вышел документальный фильм «Карпов. Финал».

## Саундтрек
Помимо оригинальной музыки Алексея Шелыгина, в звуковую дорожку фильма вошли авторские обработки классических произведений., а также песни других исполнителей:
- ST1M — «Достучаться до небес»
- Константин Легостаев — «Забудь свой ад»

Алексей Шелыгин: ... «Карпов» по предложению сценариста Ильи Куликова сделан частично с моей музыкой, но все основные лейтмотивы — это как бы вариации на классические произведения. Для меня это была очень новая работа, я не ожидал такого, мне было очень интересно, и я с этим согласился. Это парадоксально как-то, но мне очень нравится вот это сочетание: там очень жёсткий сюжет, очень жёсткие события, и, как бы, классическая музыка смягчает нравы, скажем так. Сама классика смягчает нравы, мне кажется, это очень ценное её качество, и я просто рад, что так получилось. — Программа «Ужин для чемпионов» на FINAM-FM

## Популярность
«Карпов» вошёл в список «Самые популярные телепроекты 2012 года».

## Серия книг «Карпов»
В 2014 году вышла в свет книга писателя Сергея Толмачёва под названием «Карпов». В октябре 2016 года вышла вторая книга «Карпов-2. Дорога на тот свет», в 2017 году вышла книга «Карпов-3. Побег из Москвы». К трилогии «Глухарь» и его спин-оффам серия книг «Карпов» не имеет отношения.